# Wolfgang Trommer
Wolfgang Trommer (* 10. Juli 1927 in Wuppertal; † 13. September 2018 in Aachen) war ein deutscher Dirigent und Hochschullehrer.

## Studienzeit
Der aus Wuppertal stammende Wolfgang Trommer war der Sohn von Frieda Trommer, geborene Seibert, und des Kaufmanns Hermann Trommer. Er war evangelisch und besuchte bis zum Kriegsende 1945 das Musische Gymnasium in Frankfurt am Main. Er genoss eine profunde Musikerziehung an dieser Schule, die unter der Leitung von Kurt Thomas eine große Zahl hochmusikalischer Schüler, im Volksmund gern auch „Musensöhne“ genannt, betreute und ihnen musisches Grundwissen vermittelte. Viele der Schulabsolventen haben später Karriere gemacht, so zum Beispiel Alfred Koerppen, Helmut Kretschmar, Wolfgang Pasquay, Siegfried Strohbach. Einige folgten ihrem Lehrer 1946 an die neu gegründete Nordwestdeutsche Musikakademie Detmold.
Wolfgang Trommer gehörte zu diesem Schülerkreis. Er hat zunächst Dirigierunterricht bei Günter Wand in Köln genommen, bevor er Kurt Thomas an die Detmolder Hochschule folgte. Hier studierte er außer Klavier die Hauptfächer Chorleitung (bei Kurt Thomas) und Orchesterdirigieren (bei Rolf Agop). In Zusammenarbeit mit Frederik Husler, dem Leiter einer Detmolder Meisterklasse für Gesang, baute Trommer in Huslers Dependance in Steinhude am Meer eine Opernschule auf. Diese Tätigkeit verschaffte ihm breite Kenntnisse des Opern-Repertoires.
Im Sommer 1949 absolvierte Trommer seine akademische Reifeprüfung in Detmold. Zu seinem Prüfungspensum gehörte die Vorbereitung und Durchführung eines öffentlichen Konzertes mit dem Städtischen Orchester Detmold sowie Proben und Aufführung der Händel-Oper Acis und Galathea mit Solisten, Chor und Orchester der Hochschule.

## Theaterjahre
Wolfgang Trommer hat ab 1949 sechs Jahre als Kapellmeister am Dortmunder Opernhaus gearbeitet. Im Jahr 1955 heiratete er Ruth Lennartz, woraus später der Sohn Michael Trommer hervorging. Ab 1955 war er weitere sechs Jahre 1. Kapellmeister am Opernhaus Hannover. In diesen zwölf Jahren hat er sich ein umfangreiches Opernrepertoire erarbeitet und dirigiert.
1961 wechselte er an das Theater Aachen, wo man ihn 1962 als Nachfolger von Hans Walter Kämpfel zum Generalmusikdirektor für Oper und Konzert berief – an das Theater, in dem einst Herbert von Karajans Aufstieg begonnen hatte und in dem, in den 1950er Jahren, Wolfgang Sawallisch das Sinfonieorchester Aachen dirigierte.
Trommer widmete sich dieser Aufgabe in Aachen 12 Jahre mit großem Erfolg. In der Oper baute er kontinuierlich ein Opern-Ensemble mit jungen Sängern auf, von denen einige Weltruhm erlangten. In jeder Spielzeit brachte er eine Oper des modernen klassischen Repertoires gemeinsam mit dem renommierten Regisseur Hans Hartleb heraus, so u. a. Wozzeck, Lulu, Cardillac, Karl V. und Der junge Lord, die vom Publikum begeistert aufgenommen wurden. Am 6. Mai 1962 leitete Trommer im Aachener Stadttheater die Uraufführung von Hans Chemin-Petits Oper König Nicolo. Ein weiterer Schwerpunkt waren die Opern von Mozart und Richard Strauss.
Im Konzertspielplan fanden sich neben dem großen klassisch-romantischen Repertoire ebenso die Werke der klassischen Moderne sowie Aufführungen jüngerer Komponisten. Ein großes Anliegen war für ihn die kontinuierliche Arbeit mit dem Städtischen Chor, mit dem er neben den Konzerten in Aachen regelmäßig beim Eifeler Musikfest im Kloster Steinfeld auftrat. Ein Schwerpunkt der Programme lag auf den Werken von Anton Bruckner.

## Hochschullehrer und Gastdirigent
1974 entschied sich Wolfgang Trommer, seine Erfahrungen von 25 Theaterjahren in den Dienst der Nachwuchspflege zu stellen und als Gastdirigent tätig zu sein, so unter anderem mit folgenden Orchestern: Berliner Philharmonisches Orchester, RSO Berlin, Berliner Symphoniker, Münchner Philharmoniker, Bamberger Symphoniker, Württembergische Philharmonie Reutlingen, Orchestre Lamoureux Paris, Orchestra dell’ Accademia Filarmonica Romana, Orchestra della RAI Roma, Orchestre National de l’Opera de Monte Carlo, Wiener Sinfonietta, Limburgs Symphonie Orkest, South African Broadcasting Corporation Symphony Orchestra Johannesburg, Orquesta Sinfónica Simón Bolívar, Caracas. Neben zahlreichen Fernseh- und Rundfunkproduktionen im In- und Ausland führten ihn Operngastspiele nach Hamburg, Stuttgart, Köln, Düsseldorf, Rom, Monte Carlo sowie in die Niederlande und nach Belgien.
Trommer folgte 1974 einem Ruf an die Robert Schumann Hochschule Düsseldorf und übernahm dort als Professor die Dirigentenklasse, aus der inzwischen eine große Anzahl seiner Schüler in namhaften Opern- und Konzerthäusern im In- und Ausland tätig ist.
Bereits während seiner Aachener Zeit war Wolfgang Trommer Leiter der Dirigenten-, Orchester- und Opernklasse am Maastrichter Conservatorium, wo er 20 Jahre tätig war.
Im Jahre 1980 gründete Trommer das „Düsseldorfer Ensemble“ für Neue Musik. Dieses Instrumental-Ensemble setzte sich zusammen aus den ersten Bläsern der Düsseldorfer Symphoniker und herausragenden jungen Nachwuchs-Streichern. Trommers Anliegen war es in erster Linie, jungen Komponisten ein Podium zu bieten. In seinen Programmen kombinierte er Werke der modernen Klassik (u. a. die 7 Kammermusiken von Paul Hindemith) mit der Uraufführung eines Werkes junger Komponisten. Bereits Anfang der 1980er Jahre dirigierte er erstmals Werke der damals in Westeuropa noch unbekannten russischen Komponisten Sofia Gubaidulina, Alfred Schnittke und Edison Denissov, die inzwischen zu den bekanntesten Komponisten unserer Zeit zählen. 1984 übernahm er die künstlerische Leitung der Kammeroper Neuss. Das „Düsseldorfer Ensemble“ konzertierte bis 1999 unter seiner Leitung.
In Verbindung mit seiner Hochschultätigkeit bildete Trommer von 1977 bis 2001 zukünftige Musikoffiziere der Bundeswehr aus. Er leitete bis 2008 die Orchesterausbildung des Ausbildungsmusikkorps der Bundeswehr. Für seine langjährige erfolgreiche Tätigkeit wurde ihm 2002 das Ehrenkreuz der Bundeswehr in Gold verliehen.
In Deutschland war Trommer seit 2001 Musikalischer Direktor der „PlatinScala“. So hat er u. a. die inzwischen berühmten „Platin-Tenöre“ und die „Soprane der PlatinScala“ zusammengeführt. Speziell für die Künstler der PlatinScala schrieb er auch die jeweiligen Arrangements und leitete die Konzerte in Europa und Übersee.
Von 2010 bis 2012 wirkte er in der Wailea Music Academy als Musikalischer Leiter.
Seit 1996 ist Trommer inzwischen viermal zu Dirigentenkursen und Orchesterkonzerten nach Venezuela eingeladen worden. Er nahm persönlich Anteil am Aufschwung, den das Musikleben dieses Landes in den letzten Jahren durch die Initiative von José Antonio Abreu genommen hat. Inzwischen hat Trommer einige der bedeutendsten Orchester des Landes dirigiert und eine große Zahl junger Dirigenten in Kursen weitergeführt. Schönster Lohn war für ihn der wiederholte Wunsch der jungen Dirigenten und Orchestermusiker, bald nach Venezuela zurückzukehren und die Zusammenarbeit mit ihm fortzusetzen. Dieses Zusammenwirken mit den südamerikanischen Musikern war für Trommer stets eine Bestätigung, wie wichtig es ist, selbst gewonnene Erfahrungen an die Jugend weitergeben zu können.